# Пьянков, Александр Николаевич
Алекса́ндр Никола́евич Пьянко́в (фр. Alexandre Piankoff; 18 октября 1897, Санкт-Петербург — 20 июля 1966, Брюссель) — российский и французский археолог и египтолог, мировую известность которому принесли переводы текстов, начертанных на стенах египетских царских гробниц.

## Биография
Родился в Санкт-Петербурге 18 октября 1897 года. Родители — чиновник контроля Министерства двора, коллежский асессор Николай Александрович Пьянков и его жена Мария Михайловна. В детстве увидел в Эрмитаже коллекцию египетских древностей Голенищева и приступил к изучению Древнего Египта. После гимназии осенью 1916 поступил на историко-филологический факультет Московского университета, однако отчислился после одного семестра и поступил на военную службу. В составе русского экспедиционного корпуса переброшен во Францию, где узнал о революции в России 1917 года. Александр Пьянков вступил в Союзную армию Востока и продолжил войну на Салоникском фронте.
После окончания войны Пьянков продолжил изучение египтологии в Сорбонне. В 1920 году за успехи в учёбе он получил стипендию в университете Берлина, где изучал древнеегипетский язык у филолога Адольфа Эрмана. В Германии Пьянков интересуется также немецкой, китайской и индийской философией. Через четыре года в Париже Пьянков готовится в Сорбонне к защите докторской диссертации, одновременно изучая турецкий, арабский и персидский языки. Став доктором философских наук в 1929 году, начал работать в Институте Византии в Париже.
В 1936 году Пьянков получил французское гражданство. В 1939 году его мобилизовали в армию, но через год уволили в запас по состоянию здоровья. Избегая немецкой оккупации, он уехал в Египет, где остался жить. В Каире с 1942 года назначен главой Французского института восточной археологии. Документировал и переводил тексты из царских гробниц (KV9) в Долине царей. Эта работа принесла известность учёному, который доказал необходимость перевода древних текстов с учётом религиозных воззрений древних египтян, а не только филологических знаний, которыми ограничивалось большинство исследователей того времени. В 1958 году Пьянков изучал тексты в гробнице Тутанхамона (KV62).
Был действительным членом Французской академии наук, награждён в 1964 году серебряной медалью.
Во время посещения родственников в Брюсселе, Александр Николаевич Пьянков скончался 20 июля 1966 года от сердечного приступа.

## Избранные публикации
- «Саркофаги Тутанхамона» (1955)
- «Гробница Рамсеса VI»,
- «Пирамида Унаса»,
- «Мифологические папирусы»
- «Книга Амдуат» / фр. «le Livre de l’Amdouat»
- «Книга Врат» / фр. «le Livre des Portes»
- «Книга пещер» (1944),
- «Книга божественной Коровы» / фр. «le Livre de la Vache divine»
- «Литания Ра» / фр. «les Litanies de Rê»